# Distemonanthus benthamianus
Distemonanthus benthamianus ist die einzige Art der Pflanzengattung Distemonanthus innerhalb der Familie der Hülsenfrüchtler (Fabaceae).

## Beschreibung

### Vegetative Merkmale
Distemonanthus benthamianus ist ein laubabwerfender, mittelgroßer bis großer Baum, der Wuchshöhen von 35 bis zu 40 Metern erreicht. Oft sind kurze gerundete Brettwurzeln vorhanden. Der bei einem Stammdurchmesser von bis zu 130 Zentimetern meist gerade und zylindrische Stamm ist bis zu einer Höhe von 25 Metern astfrei. Die Borke ist anfangs glatt sowie orangefarben bis rot und wird später hell-grün bis gelblich und schält sich in großen, unregelmäßigen Platten ab. Im oberen Bereich des Stammes fällt die Borke in kleinen Schuppen ab und ist dadurch sehr glatt. Die innere Borke ist relativ dünn, faserig sowie klebrig und creme- bis orangefarben oder rosafarben-braun. Die Baumkrone ist ziemlich offen schirmförmig. Die purpurfarbene Rinde der Zweige ist anfangs kurz behaart und verkahlt früh. Distemonanthus benthamianus ist nicht bewehrt. Es sind keine extraflorale Nektarien vorhanden. Distemonanthus benthamianus ist unbewehrt.
Die wechselständig und spiralig angeordneten Laubblätter sind in Blattstiel sowie -spreite gegliedert. Die neben dem Blattstiel stehenden zwei freien, häutigen Nebenblätter sind bei einer Länge von etwa 7 Millimetern schmal-länglich und fallen früh ab. Der Blattstiel ist selten 1 bis meist 2 bis 4 Zentimeter lang. Die Blattrhachis ist 6 bis 18 Zentimeter lang. Die Laubblätter sind anfangs wollig behaart und verkahlen später. Die Blattspreite ist unpaarig gefiedert. Es sind keine Nebenblättchen vorhanden. An der Blattrhachis sind meist sieben bis elf (4 bis 13) Fiederblättern wechselständig angeordnet. Die Stielchen der Fiederblätter sind 3 bis 6 Millimeter lang. Die auf der Unterseite etwas behaarten Fiederblätter sind bei einer Länge von selten 3,5 bis meist 5 bis 10 Zentimetern sowie einer Breite von selten 1,5 bis meist 2,5 bis 5 Zentimetern eiförmig bis elliptisch mit gerundeter Basis und meist kurz-zugespitzem oberen Ende. In der Erstbeschreibung des Synonyms Distemonanthus laxus Oliv. wird für die größeren Fiederblätter die Form als elliptisch, eiförmig- oder länglich-elliptisch mit einer gerundeten Basis und spitzem oder zugespitztem oberen Ende angegeben. Es liegt Fiedernervatur vor mit 8 bis 13 Paaren Seitennerven je Fiederblatt.
Die beiden laubblattähnlichen Keimblätter (Kotyledonen) sind bei einer Länge von bis zu 2 Zentimetern verkehrt-eiförmig. Die ersten beiden Laubblätter sind gegenständig angeordnet und einfach.

### Generative Merkmale
Die Blütenstände entwickeln sich vor dem Laubaustrieb. In den seitenständigen, rispenähnlichen, zymösen Blütenständen sind die Blüten locker angeordnet. Die bis zu 10, selten bis zu 30 Zentimeter lange Blütenstandsrhachis ist kurz behaart. Die Tragblätter fallen vor der Anthese ab. Es sind keine Deckblätter vorhanden. Der relativ dünne Blütenstiel ist bis zu 1 Zentimeter lang und behaart.
Die auffälligen, zwittrigen Blüten sind schwach zygomorph mit doppelter Blütenhülle. Es ist kein Blütenbecher (Hypanthium) vorhanden. Die fünf freien, ungleichen Kelchblätter sind bei einer Länge von etwa 1 Zentimeter länglich, zurückgekrümmt und rötlich-braun; zwei davon sind deutlich breiter als die anderen drei. Es sind nur drei freie, weiße Kronblättern vorhanden; sie sind schmal-elliptisch und etwas länger als die Kelchblätter; eins davon ist etwas breiter als die beiden seitlichen.
Es sind nur der innere Kreis mit nur zwei fruchtbaren (fertilen) bis zu 1,5 Zentimeter langen Staubblättern vorhanden. Es sind drei rudimentäre Staubblätter vorhanden. Die basifixen Staubbeutel sind purpurfarben, linealisch und aufrecht. Die Theken öffnen mit zwei kurzen Längsschlitzen an ihrem oberen Ende. Das kurzgestielte, einzige Fruchtblatt ist oberständig, einkammerig und etwa 0,5 Zentimeter lang sowie braun behaart. Jedes Fruchtblatt enthält zwei bis fünf Samenanlagen. Der relativ dicke, gerade kahle Griffel ist etwa 0,5 Zentimeter lang.
Die pergamentartige Hülsenfrucht ist bei einer Länge von 7 bis 19 Zentimetern sowie einer Breite von 2,5 bis 3,5 Zentimetern elliptisch abgeflacht; es ist Netznervatur vorhanden. Die Hülsenfrucht öffnet sich nicht und enthält zwei bis fünf Samen. Die glänzenden, braunen Samen sind bei einer Länge von etwa 1 Zentimeter sowie einem Durchmesser von etwa 0,5 Zentimetern elliptisch abgeflacht. Der Embryo ist gerade. Das Hypokotyl ist 4 bis 5 Zentimeter lang mit einem quadratischen Querschnitt. Das Epikotyl ist etwa 0,5 Zentimeter lang.

### Chromosomensatz
Die Chromosomengrundzahl beträgt x = 12; es liegt Diploidie mit einer Chromosomenzahl von 2n = 24 vor.

## Ökologie
Es sind keine Wurzelknöllchen und damit auch keine Symbiose mit stickstofffixierenden Bakterien (Rhizobien) vorhanden.

## Vorkommen
Distemonanthus benthamianus ist vom tropischen West- bis Zentralafrika verbreitet. Es gibt Fundortangaben für die Elfenbeinküste, Benin, Kamerun, Gabun, Ghana, Liberia, südliches Nigeria, Äquatorial-Guinea, Sierra Leone, Togo und die Republik Kongo. Distemonanthus benthamianus in immergrünen bis feuchten halbimmergrünen Wäldern in Höhenlagen von bis zu 400 Metern, dabei kommt sie nicht nur in Primär- sondern auch Sekundärwäldern vor. Sie wird der Roten Liste der gefährdeten Arten der IUCN 2018 als LC = „Least Concern“ = „nicht gefährdet“ bewertet, da Distemonanthus benthamianus ein weites Verbreitungsgebiet besitzt und obwohl Exemplare zur Holzgewinnung aus Naturbeständen entnommen werden, gilt der Gesamtbestand als stabil.

## Systematik
Die Gattung Distemonanthus wurde durch George Bentham in Bentham und Joseph Dalton Hooker: Genera Plantarum, Voluminis Primi, Pars II, 1865 S. 573–574 aufgestellt. Die Erstbeschreibung erfolgte 1870 unter dem Namen Distemonanthus benthamianus durch Henri Ernest Baillon in Histoire des Plantes, Tome 2, S. 135–136. Der Gattungsname Distemonanthus leitet sich von den altgriechischen Wörtern di für „zwei“, stemon für „Staubblatt“ und anthos für „Blüte“ ab, dies bezieht sich auf die nur zwei fertilen Staubblätter. Artepitheton benthamianus ehrt George Bentham (1800–1884). Ein Synonym für Distemonanthus benthamianus Baill. ist Distemonanthus laxus Oliv.
Distemonanthus benthamianus ist die einzige Art der Gattung Distemonanthus. Sie gehörte zum Tribus Cassieae in der Unterfamilie Caesalpinioideae. Sie gehört seit 2017 zur Unterfamilie Dialioideae innerhalb der Familie der Fabaceae.

## Nutzung
An den Naturstandorten werden Pflanzenteile von Distemonanthus benthamianus vielseitig verwendet.

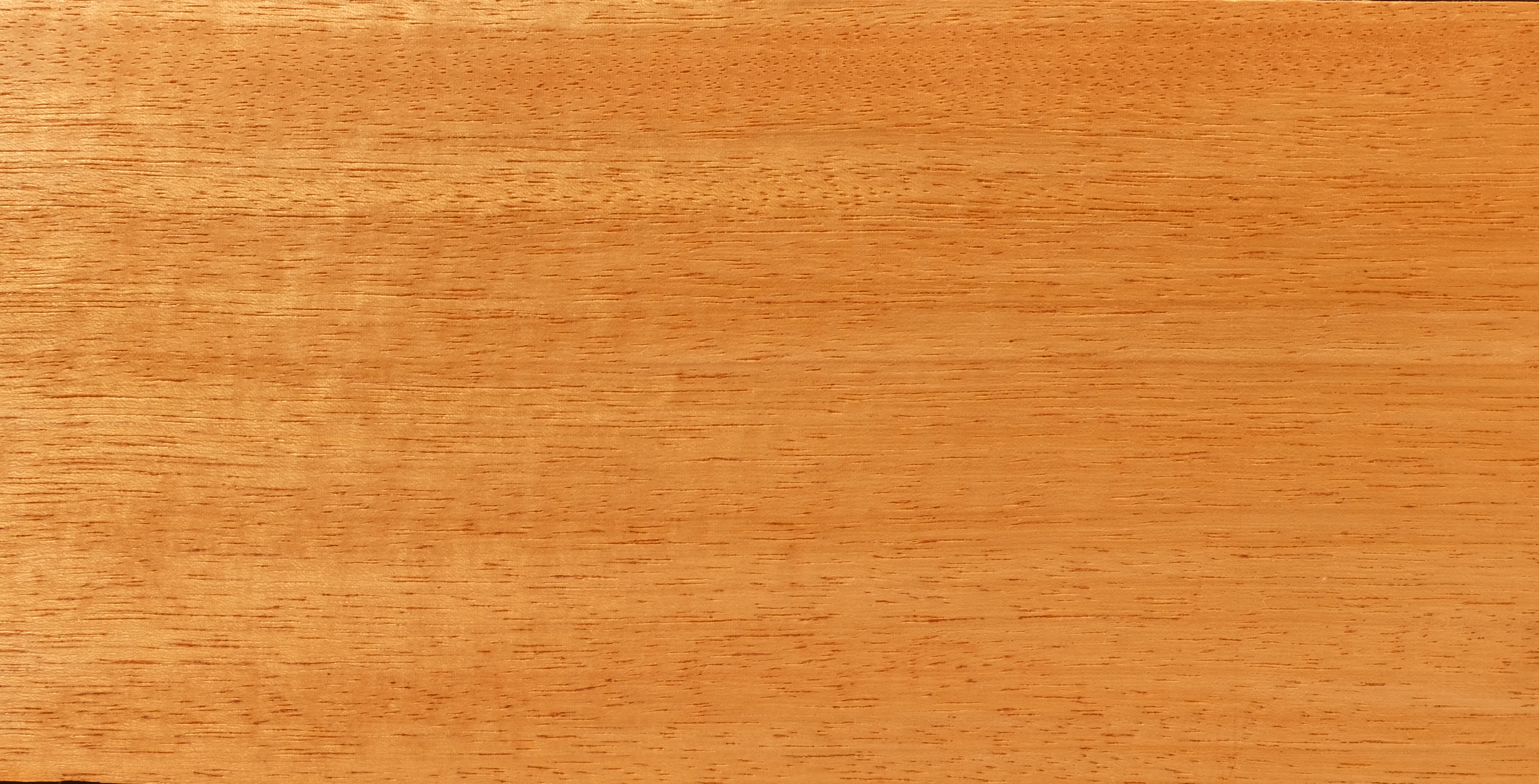
Movingui Furnier

Von der Verwendung von Pflanzenteilen von Distemonanthus benthamianus in der Volksmedizin gibt es Berichte. Die Borke wird eingesetzt bei Erkrankungen des Blutes, Problemen der Haut und Schleimhaut, als Schmerzmittel, Abführmittel, fiebersenkendes Mittel und gegen Parasiten der Haut sowie Unterhaut, auch beispielsweise bei Hepatitis eingesetzt. Die Laubblätter werden als fiebersenkendes Mittel eingesetzt. Auszüge aus der Rinde werden als Bad oder Dampfbad gegen vielfältige Leiden eingesetzt.
Es werden verschiedene giftige oder Repellentprodukte hergestellt. Aus Wurzeln, Holz und Rinde werden Farbstoffe beispielsweise für Tattoos, zum Beizen oder als Tinten hergestellt. Beispielsweise wird ein gelber Farbstoff aus den Wurzeln zur Körperbemalung verwendet.
In Nigeria werden Zweige zum Kauen verwendet.
Distemonanthus benthamianus wird in vielen religiösen Riten einbezogen.

### Holzverwendung
Das mittelschwere, mäßig beständige und recht harte Holz wird beim Hausbau, Schiffsbau, im Bergbau und bei der Möbelherstellung verwendet. Es werden aus dem Holz beispielsweise Werkzeugstiele, Landwirtschaftsgeräte, Musikinstrumente, Haushaltsgeräte, Spiele und Spielzeug hergestellt. Das Holz wird meist als Furnier weiterverarbeitet. Das Holz wird auch als Brennholz und zur Herstellung von Holzkohle verwendet.
Distemonanthus benthamianus ist nicht nach CITES-Regeln geschützt.

### Holzeigenschaften
Das Kernholz ist gelb bis gold-gelb und dunkelt während der Licht-Exponierung zu orange-braun nach, manchmal mit rosfarben-braunen Streifen. Kern- und Splintholz unterscheiden sich deutlich. Das bis zu 4 Zentimeter breite Splintholz ist weißlich bis gräulich oder strohfarben. Die Holzmaserung ist wellig bis verzahnt, mit einer mittleren bis feinen und gleichmäßig Textur. Das Holz ist etwas glänzend und ziemlich dekorativ.
Die Rohdichte beträgt 0,6–0,68–0,8 g/cm³. Im Holz sind die mittelgroßen bis groben Poren zerstreut. Die Gefäße sind meist in kurzen (zwei bis drei Zellen) radialen Reihen gruppiert. Der tangentiale Gefäßdurchmesser beträgt 120–180–255 µm. Anzahl der Gefäße/mm² beträgt 2–7–14. Die Gefäßdurchbrechungen sind einfach. Die Anordnung der Gefäßtüpfel ist wechselständig, der vertikale Durchmesser der Gefäßtüpfel ist 9 bis 13 µm und die Tüpfel sind verziert. Die Kreuzungsfeldtüpfel sind deutlich behöft und den Gefäßtüpfeln ähnlich und alle gleichartig in einer Holzstrahlzelle. Alle Holzstrahlen, Axialparenchym und Gefäßelemente sind stockwerkartig.
Als mineralische Einschlüsse sind prismatische Kristalle in Holzstrahlzellen und in Axialparenchymzellen vorhanden. Die kristallführenden Holzstrahlzellen sind aufrecht oder quadratisch und gekammert. Die kristallführenden Axialparenchymzellen sind gekammert. Silika (SiO2) sind als Partikel und in Aggregaten in Holzstrahlzellen und in Axialparenchymzellen vorhanden.

## Trivialnamen
Es gibt viele Trivialnamen in vielen Sprachen:
- Englische Sprache: satinwood, yellow satinwood, sorcerer’s tree[15] nigerian satinwood or African satinwood[4]
- Französische Sprache: arbre des sorciers, flamboyant du Gabon[15]
- Handelsnamen: movingui, ayam, anyaran, ayan, barré, guétalie, koa, bonsamdua, dubai, diaka-kσne, kurεkakoŋ, dolo, nduli, an-kankisa, gwadau, gue-ne-jáo, weibang yidi, okpe, bosong, eyen, sella, muvenghi, eyen, ogueminya  eyen, bien[15][17][16]
- deutschsprachige Bezeichnung der Holzart: Das Holz wird oft Satinholz (dies ist eine Sammelbezeichnung bei vielen Baumarten mit ähnlichen Eigenschaften des Holzes) genannt. Es wird auch Afrikanisches Zitronenholz genannt.

## Historische und weiterführende Literatur
- R. W. J. Keay: In: Flora of West Tropical Africa. 2. Auflage, Volume 1, Part 2, 1958.
- Martin Chudnoff: Tropical Timbers of the World. Agriculture Handbook 607, USDA Forest Service, 1984, S. 216, eingeschränkte Vorschau in der Google-Buchsuche.
- G. D. G. Debout, J.-L. Doucet, O. J.Hardy: Population history and gene dispersal inferred from spatial genetic structure of a Central African timber tree, Distemonanthus benthamianus (Caesalpinioideae). In: Heredity, Volume 106, 2011, S. 88–99. doi:10.1038/hdy.2010.35 online.
- Quentin Meunier, Carl Moumbogou, Jean-Louis Doucet: Les arbres utiles du Gabon. Presses Agronomiques de Gembloux, 2015, ISBN 978-2-87016-134-0, S. 164 f, eingeschränkte Vorschau in der Google-Buchsuche.
- J. Gérard, D. Guibal, S. Paradis, J.-C. Cerre: Tropical Timber Atlas. Éditions Quæ, 2017, ISBN 978-2-7592-2798-3, S. 624 ff, eingeschränkte Vorschau in der Google-Buchsuche.
- Yousseu Nana William, Ateufack Gilbert, Abdul Jabbar Shah, Mbiantcha Marius, Tchoumba Tchoumi Liliane Mireille, Matah Mba Marthe Vanessa, Adjouzem Carine Flore, Teboukeu Boungo Gires, Awouafack Maurice Ducret, Taous Khan, Kamanyi Albert: Extracts from the trunk bark of Distemonanthus benthamianus Baillon. (Caesalpiniaceae) developed antidiarrhoeal activities in rats and mice. In: Oriental Pharmacy and Experimental Medicine. Volume 19, Issue 4, 2019, S. 421–433, doi:10.1007/s13596-019-00385-x.
- Olivier J. Hardy, Boris Delaide, Hélène Hainaut, Jean-François Gillet, Pauline Gillet, Esra Kaymak, Nina Vankerckhove, Jérôme Duminil, Jean-Louis Doucet: Seed and pollen dispersal distances in two African legume timber trees and their reproductive potential under selective logging. In: Molecular Ecology. Volume 28, Issue 12, Juni 2019, S. 3119–3134, doi:10.1111/mec.15138.
- Boris Demenou, Rosalía Piñeiro, Olivier J. Hardy: Origin and history of the Dahomey Gap separating West and Central African rain forests: Insights from the phylogeography of the legume tree Distemonanthus benthamianus. In: Journal of Biogeography. Volume 43, Issue 5, 2016, doi:10.1111/jbi.12688.

- Karte mit allen verlinkten Seiten:
- OSM |
- WikiMap